# Aldersyde (Alberta)
Aldersyde est un hameau (hamlet) de Foothills No 31, situé dans la province canadienne d'Alberta.